# Jan Sokol (philosophe)
Pour les articles homonymes, voir Jan Sokol.
Jan Sokol (né le 18 avril 1936 à Prague (Tchécoslovaquie), mort le 16 février 2021 dans la même ville) est un philosophe tchèque, traducteur de textes philosophiques, pédagogue, universitaire, publiciste et homme politique. Il est membre de l'Assemblée fédérale tchèque et slovaque (cs) de 1990 à 1992, ministre de l'Éducation du gouvernement Tošovský en 1998 et l'adversaire de Václav Klaus à l'élection présidentielle tchèque de 2003.
C'est l'un des intellectuels chrétiens tchèques de premier plan. Il a traité principalement de l'anthropologie philosophique, de l'histoire des religions et de l'anthropologie des institutions. Il a donné des conférences dans de nombreuses universités tchèques et étrangères. C'est le premier doyen de la Faculté des sciences humaines, Université Charles (2000–2007). Depuis 2003, il est un contributeur actif à Wikipédia et devient en 2014 membre honoraire de la section tchèque de Wikimedia.

## Éducation et vie privée
Jan Sokol reçoit une formation technique d'orfèvre ; il travaille comme orfèvre et, plus tard, comme mécanicien. En 1958, il passe son baccalauréat en enseignement à distance. À partir de 1963, il étudie les mathématiques à la faculté de mathématiques et de physique de l'Université Charles  De 1964 à 1990, il travaille comme programmeur, puis comme chercheur à l'Institut de recherche sur les machines mathématiques. Il publie plusieurs livres et un certain nombre d'articles sur les ordinateurs. Dans ses ouvrages, il traite de diverses branches de la technologie (horlogerie, électrotechnique, informatique), mais aussi la botanique.
Son père est l'architecte Jan Sokol et son grand-père l'astronome František Nušl. Son frère Václav Sokol (cs) est un artiste et illustrateur.
En 1961, il épouse Františka Patočková, fille du philosophe Jan Patočka. Le couple a deux fils et une fille.

## Vie académique
Depuis 1990, Jan Sokol est membre du comité de rédaction du magazine Přítomnost (cs) (de 1995 à 2000 publié sous le titre Nová Přítomnost et avec une version en anglais The New Presence). À partir de 1991, il enseigne la philosophie, l'anthropologie et la religion à la faculté d'éducation et de lettres de l'Université Charles. En février 1997, il est nommé maître de conférences, et en 2000, professeur. À partir de 2000, il enseigne à la faculté des sciences humaines de l'Université Charles. En 2008/2009, il donne des conférences sur l'éthique et les droits de l'homme à l'Université Harvard aux États-Unis.
Son cheminement vers la philosophie l'a conduit aux études bibliques, aux œuvres du philosophe allemand Friedrich Nietzsche et à rencontrer Jan Patočka. En philosophie, il prend pour point de départ les traditions phénoménologiques et le personnalisme, dont les principaux représentants sont Maurice Blondel, Gabriel Marcel, Pierre Teilhard de Chardin, Franz Rosenzweig et Emmanuel Levinas. Ses intérêts couvrent l'anthropologie philosophique, l'histoire des idées et le monde naturel, en particulier dans la position de la Philosophie de mise en œuvre (Patočka). Dans le cadre de ses fonctions politiques, après la Révolution de Velours, il étudie l'anthropologie et les conditions sociales de la démocratie ; il est constamment intéressé par les enjeux de l'histoire européenne et de l'intégration européenne.

## Engagement politique
Jan Sokol est l'un des premiers signataires de la Charte 77. Après les premières élections libres, il est, de juin 1990 à juin 1992, membre de la Chambre du peuple (cs) de l'Assemblée fédérale tchécoslovaque (cs) au sein du parti Forum civique. Après la désintégration du Forum civique, il rejoint le Mouvement civique. En mars 1992, il est élu au poste de vice-président de cette formation politique pour laquelle il se présenta également en juin 1992. Le Mouvement civique fusionne au sein du Parti national social tchèque, à la suite de quoi il quitte le parti. En septembre 1992, le Parti social-démocrate tchèque (ČSSD) le présente comme candidat à l'élection du président de la République fédérale tchèque et slovaque, mais il renonce à sa candidature.
À l'automne 1996, il se présente au Sénat dans la circonscription de Prague 12 au sein du KDU-ČSL. Il termine en troisième position après les candidats de l'ODS et du CSSD. En février 1997, il est nommé conseiller du ministre de l'Éducation, Ivan Pilip (ODS). De janvier à juillet 1998, il est ministre de l'Éducation, de la Jeunesse et des Sports du gouvernement Tošovský ; par la suite, il est resté conseiller du ministre de l'éducation Eduard Zeman (CSSD).
Le 28 février 2003, il est candidat de la coalition lors de l'élection présidentielle tchèque. Il est battu par Václav Klaus au troisième tour de scrutin. Il est connu pour avoir critiqué l'expulsion des Sudètes de la Tchécoslovaquie. Cette attitude lui fait perdre des voix nationalistes.
En mai 2007, il fait partie des signataires de la déclaration de la Ligue contre l'antisémitisme (cs).

## Distinctions
Entre autres, il a reçu :
- en 2000 le Prix de la Fondation V. Havel et M. Kováč
- en 2002 l'Ordre des Palmes Académiques de la République française avec rang d'officier
- en 2008 l'Ordre de la Légion d'honneur de la République française en qualité d'officier.
- en 2016 la Médaille d'or de l'Université Charles
- en 2016 le Prix Vision 97 de la Fondation Dagmar-et-Václav-Havel pour sa contribution à la liberté d'expression et au développement de l'éducation